# Теофан (свещеник)
Вижте пояснителната страница за други личности с името Теофан.
Поп Теофан е български книжовник, монах от Рилския манастир, работил във Враца, Пазарджик, Белово.
Известни негови творби са:
- Сборник от 1775 г., писан във Враца
- „Чудеса Богородични“ от 1778 г., Пазарджик
- „Тълковно евангелие“ и дамаскин от 1778 г., Пазарджик
- Дамаскин от 1782 г., Враца
- Дамаскин от 1791 г., Белово